# Rajaküla (Mäetaguse)
Rajaküla – wieś w Estonii, w prowincji Virumaa Wschodnia, w gminie Mäetaguse.

## Liczba mieszkańców wsi w latach 2002–2014
| Rok  | Liczba ludności |
| 2002 | 47              |
| 2003 | 46              |
| 2004 | 47              |
| 2005 | 47              |
| 2006 | 46              |
| 2007 | 45              |
| 2008 | 46              |
| 2009 | 44              |
| 2010 | 37              |
| 2011 | 37              |
| 2012 | 40              |
| 2013 | 40              |
| 2014 | 38              |